# كارلوس فيليغاس
كارلوس فيليغاس (بالإسبانية: Carlos Villegas) هو لاعب كرة قدم كوستاريكي في مركز الهجوم، ولد في 3 مارس 1999 في إيريذيا ‏ في كوستاريكا. لعب مع ديبورتيفو سابريسا.

## وصلات خارجية
- كارلوس فيليغاس على موقع قاعدة بيانات كرة القدم.إي يو (الإنجليزية)
- كارلوس فيليغاس على موقع Soccerway.com (الإنجليزية)